# (113) Amaltea
(113) Amalthea és un asteroide que pertany al cinturó d'asteroides descobert el 12 de març de 1871 per Karl Theodor Robert Luther des de l'observatori de Düsseldorf-Bilk, Alemanya. S'anomena així per Amaltea, un personatge de la mitologia grega. Orbita a una distància mitjana del Sol de 2,376 ua, i pot apropar-se fins a 2,171 ua. Té una excentricitat de 0,08636 i una inclinació orbital de 5,042°. Triga 1.338 dies a completar una òrbita al voltant del Sol.